# Thomas Mapikela

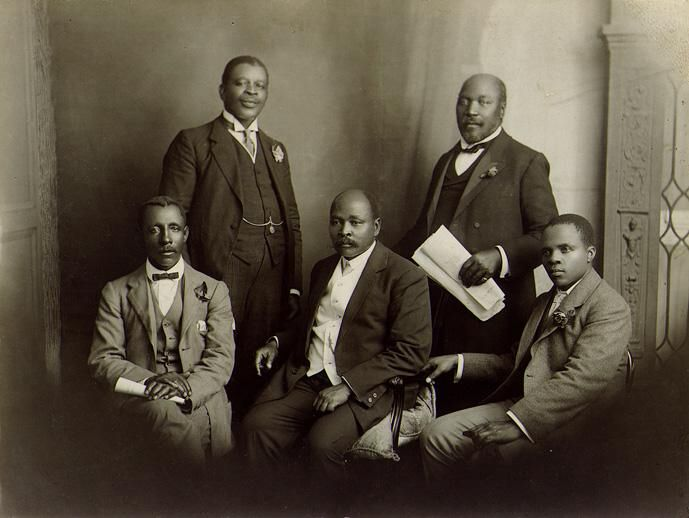
ANC 1914: L-R: Walter Rubusana, Thomas Mtobi Mapikela, Saul Msane, John Dube & Sol Plaatje

Thomas Mtobi Mapikela (* 1869 in der Kapprovinz; † 1945; gelegentlich auch Thomas Mtobi Maphikela) war ein südafrikanischer Politiker und Mitglied des ersten Komitees des South African Native National Congress (SANNC), der Vorläuferorganisation des African National Congress (ANC).

## Leben
Mapikela machte eine Ausbildung zum Tischler in Grahamstown und ging 1892 nach Bloemfontein, wo er sich selbständig machte und zwei Häuser erwarb. Eines befand sich in der Nähe einer methodistischen Kirche, die er regelmäßig besuchte. Aufgrund der Rassengesetze, die unter anderem den Besitz der schwarzen Bevölkerung einschränkten, musste er in das Township Batho in Bloemfontein umziehen. Dort baute er 1926 ein doppelgeschossiges Haus, in dessen Untergeschoss sich die Führer der schwarzen Gemeinde trafen. Es ist heute als Mapikela House bekannt.
Mapikela engagierte sich in zwei Bürgerwehren und war 1909 Mitglied der Delegation nach Großbritannien, um gegen die Verfassung der Südafrikanischen Union zu protestieren. 1912 wurde der ANC als South African Native National Congress (SANNC) in Bloemfontein gegründet, zum ersten geschäftsführenden Komitee gehörten John Langalibalele Dube als Präsident, Pixley ka Isaka Seme als Schatzmeister, Sol Plaatje als Sekretär, Mapikela als Sprecher und George Montsioa als Schriftführer. 1914 reiste er erneut nach London, um gegen den Natives Land Act zu protestieren. In den 1920er Jahren wurde er zum Schatzmeister des South African Location Advisory Boards Congress gewählt und war zugleich Vorsitzender der ANC-Jahresversammlungen; in den 1930er Jahren arbeitete er sowohl im geschäftsführenden Komitee des ANC als auch der All African Convention.
Mapikela blieb bis 1937 Sprecher des ANC, im Anschluss und bis zu seinem Tode war er Repräsentant der städtischen Gebiete des Oranje-Freistaats und Transvaals im Natives’ Representative Council. Er sprach neben Xhosa und Englisch auch Setswana und Sesotho.